# Ron Altbach
Ronald Steven Altbach (Olcott, 24 december 1946 – 21 februari 2023) was een Amerikaanse toetsenist en songwriter die medeoprichter was van de Frans-Amerikaanse rockband King Harvest. Hij speelde de intro van Dancing in the Moonlight op een Wurlitzer.
Later werd hij een sessiemuzikant voor The Beach Boys en schreef enkele nummers voor de groep, waaronder verscheidene geschreven met Mike Love, onder andere Alone on Christmas Day, She's Got Rhythm (ook met Brian Wilson) en Belles of Paris.
Hij schreef de hitsingle Lady Lynda van The Beach Boys samen met Al Jardine. Het nummer bereikte de 6de plaats op de hitlijsten in het VK. Hij produceerde tevens M.I.U. Album van The Beach Boys samen met Jardine.
Altbach was lid van Celebration, een groep bestaande uit Mike Love, Brian Wilson en enkele leden van King Harvest. Zo schreef hij mee aan het nummer Sad, Sad Summer op het album Almost Summer voor de gelijknamige film.